# منطقه کونسو

نقشه مناطق و بخش‌های اتیوپی

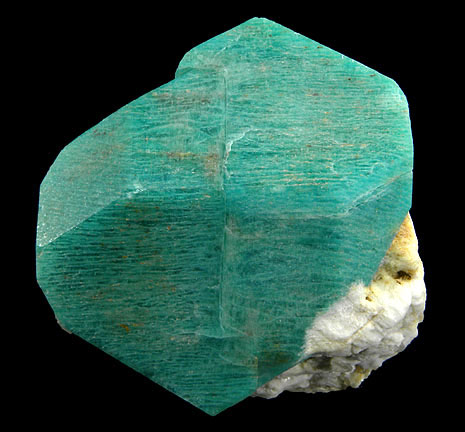
نمونه معدنی آمازونیت از کونسو. اندازه: ۴٫۶ × ۴٫۵ × ۴٫۳ سانتی‌متر.

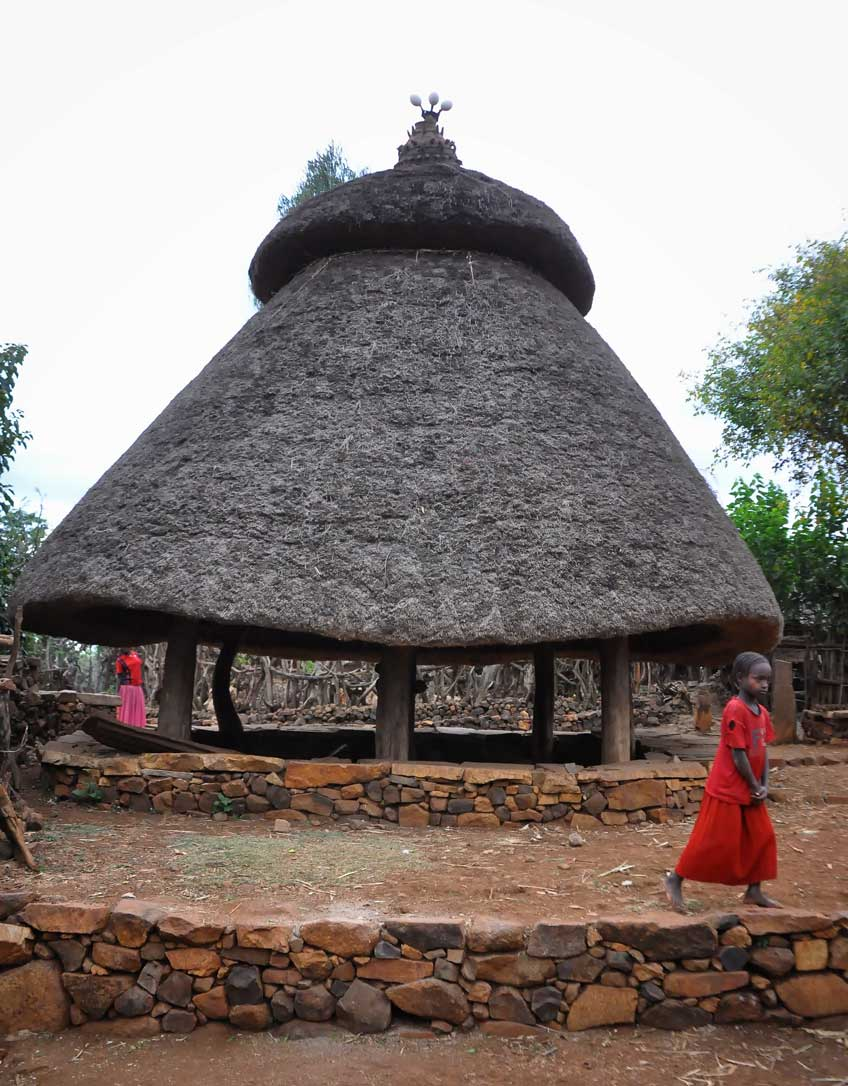
کلبه خواب مردان و پسران در کونسو، اتیوپی.

منطقه کونسو (انگلیسی: Konso Zone) یک ناحیه در منطقه جنوبی اتیوپی است. این ناحیه پیش از سال ۲۰۱۱ یک واردا (ناحیه اداری) بود. قبل از سال ۲۰۱۱، کونسو جزو هیچ‌یک از نواحی منطقه ملت‌ها، ملیت‌ها و مردمان جنوبی (SNNPR) نبوده و به همین دلیل به عنوان یک واردای ویژه در نظر گرفته می‌شد، که مشابه یک بخش اداری خودمختار است. در سال ۲۰۱۱، ناحیه Segen Area Peoples Zone ایجاد شد که شامل واردای ویژه کونسو و سه واردای سابق اطراف آن است.
این واردای ویژه به نام مردم کونسو نام‌گذاری شده است. کونسو در دره بزرگ ریفت قرار دارد و از سمت جنوب با منطقه اورومیا، از سمت غرب با ناحیه جنوبی اومو، از سمت شمال‌غرب با واردای ویژه آلله، از سمت شمال با واردای ویژه دیرشه، از سمت شمال‌شرقی با واردای ویژه آمارو و از سمت شرق با واردای ویژه بورجی هم‌مرز است. رودخانه ساگان که از جنوب به غرب جاری می‌شود و به رودخانه وییتو می‌پیوندد، بخشی از مرز این واردا با بورجی و مرز کامل آن با منطقه اورومیا را تعریف می‌کند. مرکز اداری این ناحیه کاراتی است؛ دیگر شهرهای کونسو شامل فاشا و ساگن می‌باشند. پس از اعتراضات ساکنان برای تبدیل شدن به یک ناحیه برای چندین سال، کونسو در نوامبر ۲۰۱۸ به یک ناحیه تبدیل شد.

## کلیات
رودخانه‌های موجود در این واردا شامل تالپینا، یک شاخه از رودخانه ساگان، می‌باشند. گزارشی از واحد اضطراری برنامه عمران ملل متحد (UNDP) در سال ۱۹۹۶، منطقه این واردای ویژه را «بر اساس تفاوت‌های ارتفاع و بهره‌برداری اقتصادی» تقسیم کرده است، که عبارتند از «مناطق نیمه‌خشک پست که اکثریت جمعیت (بین ۶۰–۷۰ درصد) را پشتیبانی می‌کنند؛ و مناطق کشاورزی مرتفع‌تر در ارتفاعات میانه که بقیه جمعیت عمدتاً کشاورز را پشتیبانی می‌کنند.» مردم بومی کونسو به‌طور سنتی نوع خاص و پایدار از کشاورزی در اتیوپی را انجام می‌دهند که شامل ساخت و نگهداری از تراس‌های سنگی و کود دادن به مزارع با کود حیوانی است. ویژگی اصلی مزارع آنها، درخت بومی به نام Moringa stenopetala است. محصول اصلی این ناحیه سورگوم دورنگ است، به همراه برخی از محصولات ریشه‌ای و پنبه.
بر اساس گزارشی در سال ۲۰۰۴، کونسو دارای ۱۷۸ کیلومتر جاده‌های همه‌فصل و ۸۱ کیلومتر جاده‌های فصلی بود که به این ترتیب تراکم جاده‌ها به‌طور متوسط ۱۱۴ کیلومتر در هر ۱۰۰۰ کیلومتر مربع می‌باشد. سازمان آمار مرکزی اتیوپی (CSA) گزارش داد که در سالی که به پایان سال ۲۰۰۵ میلادی ختم می‌شد، پنج تن تولید قهوه در اتیوپی در این واردا تولید شد، بر اساس سوابق بازرسی از سوی مقامات قهوه و چای اتیوپی. این مقدار کمتر از ۰٫۱٪ از تولیدات SNNPR و کمتر از ۰٫۱٪ از تولیدات کل اتیوپی بود.

## تاریخ
منطقه کونسو که قبلاً یک واردا بود، با واحدهای اداری مجاور خود چندین اختلاف مرزی داشته است. به گفته سارا وان، «مهم‌ترین این اختلافات مربوط به ناحیه تل‌تله است که از سال ۱۹۹۲ توسط منطقه بورانا از اورومیا ادعا شده است» که این اختلاف همچنان از سال ۱۹۹۲ ادامه دارد. اختلاف دیگری بر سر گاتو و بیاده فوشوکا کبلهها با اداره‌های واردای ویژه دراشه وجود داشت، با ادعای دیگری برای آلِه که پس از میانجی‌گری میان دو واردا به پارلمان SNNPR ارجاع داده شد تا اقدامات لازم انجام شود.
گزارش UNDP-EUE در سال ۱۹۹۶ به گزارشی قبلی اشاره می‌کند که در سال ۱۹۹۳ تهیه شده بود و بیان می‌کند که «یک ویژگی خاص منطقه کونسو، زلزله‌های مکرر آن است. یک تکان شدید اخیر موجب وحشت در روستاها شد. برخی از روستاهای واقع در دامنه کوه‌ها (یکی با لقب نیویورک) به دلیل این تکان‌ها سر خوردند. خطر دیگر، آتش‌سوزی در روستاهای شلوغ محصور با حصار است که مملو از ساختمان‌های چوبی است.» با این حال، گزارش ۱۹۹۶ نتیجه‌گیری می‌کند که «هیچ زلزله‌ای پس از سال ۱۹۹۳ روی نداده است.»
مقامات محلی در کونسو به مقامات منتخب اتحادیه دموکراتیک مردم کونسو (KPDU) که در سال ۲۰۰۱ به آنها رای داده شده بود، به مدت چندین ماه اجازه دسترسی به دفاتری که به آنها اختصاص داده شده بود را ندادند. در سال‌های بعد، KPDU تحت فشارهای آزاردهنده‌ای قرار گرفت. پس از بازگشایی دفتر شعبه‌ای در فاشا در تاریخ ۲۹ دسامبر ۲۰۰۲، حامیان دولت با شدت چندین عضو KPDU را کتک زده و دفتر تازه‌تأسیس را به شدت تخریب کردند؛ صاحب ملکی که فضای دفتر را به KPDU اجاره داده بود، به گزارش‌ها، دستگیر شد. در ژوئیه سال بعد، حامیان حزب حاکم، با حمایت نیروهای محلی، دفتر شعبه KPDU در کاراتی را بستند و رهبران حزب تسفایه کوره و ادانه فولیتا را به مدت یک هفته زندانی کردند. سپس فعالان حزب حاکم دفاتر را غارت کرده و سقف آن را آسیب زدند. سپس در ۱۲ اکتبر، شبه‌نظامیان دولتی به دستور مقامات محلی، رئیس KPDU، شاکو اتو کوره را در کاراتی دستگیر کرده و او را به مدت شش روز زندانی کردند. مقامات محلی او را به «مزاحمت برای فعالیت‌های توسعه‌ای» متهم کردند به دلیل بازدید از یکی از دفاتر شعبه حزب خود که بسته شده بود.
روزنامه Sudan Times گزارش داد که در ۱۴ مه ۲۰۰۸، درگیری‌های ادامه‌دار میان کونسو و بورنا اورومو باعث کشته شدن ۳۶ نفر و فرار بیش از ۵۰۰۰ نفر از ساکنان از خانه‌هایشان شد. «از میان کشته‌شدگان، ۳۵ نفر از قبیله‌های کونسو بودند» به گفته آریکی گیتو، مدیر ویژه این ناحیه، به خبرنگاران محلی. پناهندگان در کبل‌های آبا-رابا، کاشاله، نالایا سگن و گسرگو پناه داده شدند.

### وضعیت منطقه
در سال ۲۰۱۴، ساکنان کونسو از اینکه بخشی از منطقه مردم سگن بودند ناراضی بودند و از توزیع ناعادلانه بودجه، تخصیص شغل و سایر مسائل مربوط به اداره محلی و عدالت شکایت داشتند و خواستار ایجاد منطقه کونسو شدند. یک درخواست با دو هزار امضا به شورای منطقه و مقامات بالاتر ارسال شد که رد شد. در نوامبر ۲۰۱۸، پس از آن که آبی احمد نخست‌وزیر اتیوپی شد، شورای SNNPR کونسو را به یک منطقه تبدیل کرد.

## جمعیت‌شناسی
بر اساس سرشماری ۲۰۰۷ که توسط آژانس آمار مرکزی اتیوپی (CSA) انجام شد، این منطقه دارای جمعیتی به تعداد ۲۳۵٬۰۸۷ نفر است که از این تعداد ۱۱۳٬۴۱۲ نفر مرد و ۱۲۱٬۶۷۵ نفر زن هستند. با مساحت ۲٬۲۷۳٫۷۹ کیلومتر مربع، کونسو دارای تراکم جمعیتی ۱۰۳٫۳۹ نفر به ازای هر کیلومتر مربع است؛ ۹٬۴۱۵ نفر یا ۴٫۰۰٪ از ساکنان شهری هستند. تعداد کل خانوارها در این منطقه ۴۴٬۹۰۲ خانوار بوده که به‌طور میانگین ۵٫۲۴ نفر در هر خانوار زندگی می‌کنند و تعداد واحدهای مسکونی ۴۳٬۵۳۵ واحد است. دو گروه قومی عمده گزارش شده در کونسو شامل کونسو (۸۷٫۰۴٪) و گاوادا (۹٫۷۹٪) هستند؛ تمامی گروه‌های قومی دیگر ۳٫۱۷٪ از جمعیت را تشکیل می‌دهند. زبان کونسو به عنوان زبان اول توسط ۸۶٫۱۸٪ از ساکنان صحبت می‌شود، ۹٫۷۳٪ به زبان گاوادا، ۲٫۰۸٪ به زبان اورومو، و ۱٫۲۶٪ به زبان امهری صحبت می‌کنند؛ باقی‌مانده ۰٫۷۵٪ به سایر زبان‌های اولیه گزارش شده صحبت می‌کنند. ۵۰٫۳۴٪ پروتستانت، ۳۴٫۶۲٪ از جمعیت معتقد به ادیان سنتی هستند و ۱۳٫۸۱٪ کلیسای ارتدکس توحیدی اتیوپی را پیروی می‌کنند.
در سرشماری ۱۹۹۴، این منطقه جمعیتی معادل ۱۵۷٬۵۸۵ نفر در ۲۹٬۶۲۹ خانوار داشت که از این تعداد ۷۷٬۱۴۷ نفر مرد و ۸۰٬۴۳۸ نفر زن بودند؛ ۵٬۴۷۹ نفر یا ۳٫۴۸٪ از جمعیت آن ساکن مناطق شهری بودند. چهار گروه قومی عمده گزارش شده در کونسو شامل کونسو (۸۷٫۰۱٪)، گاوادا (۹٫۲٪)، مردم امهرا (۱٫۲۵٪)، و مردم اورومو (۰٫۷۵٪) بودند؛ تمامی گروه‌های قومی دیگر ۱٫۷۹٪ از جمعیت را تشکیل می‌دهند. زبان کونسو به عنوان زبان اول توسط ۸۶٫۶۴٪ از ساکنان صحبت می‌شود، ۹٫۱۱٪ به زبان گاوادا، ۲٫۲۶٪ به زبان اورومو، و ۱٫۴٪ به زبان امهری صحبت می‌کنند؛ باقی‌مانده ۰٫۵۹٪ به سایر زبان‌های اولیه گزارش شده صحبت می‌کنند.
۶۵٫۶۲٪ از جمعیت گفته‌اند که به ادیان سنتی معتقدند، ۲۴٫۴۷٪ پروتستان هستند و ۵٫۴۹٪ کلیسای ارتدکس توحیدی اتیوپی را پیروی می‌کنند.
در خصوص آموزش، ۸٫۱۴٪ از جمعیت باسواد بودند؛ ۳٫۷۹٪ از کودکان ۷ تا ۱۲ ساله در مدارس ابتدایی، ۱٫۴۵٪ از کودکان ۱۳ تا ۱۴ ساله در مدارس دوره اول متوسطه، و ۰٫۹۴٪ از ساکنان ۱۵ تا ۱۸ ساله در مدارس دوره دوم متوسطه بودند.
در خصوص وضعیت بهداشتی، حدود ۸۹٪ از خانه‌های شهری و ۱۱٪ از تمامی خانه‌ها به آب آشامیدنی سالم دسترسی داشتند؛ ۵۵٪ از خانه‌های شهری و ۷٪ از کل خانه‌ها دارای امکانات بهداشتی بودند.